# Manuel Salvador Ulloa
Manuel Salvador Ulloa est l'une des sept paroisses civiles de la municipalité de Candelaria dans l'État de Trujillo au Venezuela. Sa capitale est Sabana Grande.